# 比普拉诺阿帕拉
比普拉诺阿帕拉（Bipra Noapara），是印度西孟加拉邦Haora县的一个城镇。总人口8996（2001年）。

## 人口
该地2001年总人口8996人，其中男性4814人，女性4182人；0—6岁人口985人，其中男485人，女500人；识字率66.81%，其中男性为74.22%，女性为58.27%。